# منزل الألف جثة (فلم 2003)
منزل الالف جثة (بالإنجليزية: House of 1000 Corpses) هو فيلم رعب تم انتاجه في الولايات المتحدة و صدر سنة 2003 من بطولة سيد هيج وكارين بلاك وكريس هاردويك

## القصة
زوجان شابان يقودهما حظهما العاثر إلى منزل تملكه عائلة من السفاحين

## الميزانية والإيرادات
كلفت ميزانية الفيلم قرابة 7 مليون دولار امريكي و حقق ارباح تقدر بـ 16 مليون دولار امريكي

## وصلات خارجية
- مقالات تستعمل روابط فنية بلا صلة مع ويكي بيانات

منزل الالف جثة على imdb
منزل الالف جثة على Rotten Tomatos